# Cabo Ártico
El cabo Ártico (en ruso: Мыс Арктический, Mys Arkticheskiy) es el lugar más al norte de la isla Komsomolets, una de las isla más al norte del archipiélago ruso Tierra del Norte en el océano Ártico. El cabo era conocido anteriormente en la época soviética como cabo Molotov. A veces se considera erróneamente que es el punto más septentrional del archipiélago, consideración que le corresponde a un cabo en la cercana y pequeña isla Schmidt.
A una distancia de 990,7 kilómetros del Polo Norte, éste cabo se utiliza a veces como punto de partida para las expediciones al Polo Norte. Aunque este sitio no es lugar más cercano del polo norte, el más cercano es el Cabo Fligely.